# Gobi-ørkenen
Gobi-ørkenen (mongolsk Говь, Govi eller Gov' kinesisk: 戈壁(沙漠) er det største ørkenområde i Asien. Den dækker de nordlige og nordvestlige dele af Kina og den sydlige del af Mongoliet. Ørkenområdet afgrænses af Altaj-bjergene og de mongolske stepper mod nord, af det Tibetanske plateau mod sydvest og af den Nordkinesiske slette mod sydøst. Gobi er sammensat af flere forskellige øko- og geografiske regioner baseret på variationer i klima og topografi. Ørkenen er med sine 1,3 mio km² den femte største i verden.

## Ørkenspredning
Gobi-ørkenen er udsat for hurtig ørkenspredning, især i det sydlige hjørne ind i Kina, hvor man ser 3.600 km² græssteppe blive til ørken hvert år. Sandstorm tager til, og skader Kinas landbrug. Man har dog iværksat projekter der sinker det, som bl.a. Den grønne kinesiske mur